# Ragna Schou
Ragna Schou, född 1879, död 1945, var en dansk fabriksinspektör och kvinnosakspolitiker.
Hon blev 1914 verksam i Arbejds- og Fabriktilsynet, där hon drev frågan om kvinnors arbetsvillkor inom sömnads- och industriyrken. Hon var särartsfeminist och verkade inte för lika villkor, utan fördelar för kvinnor.  
Hon var medlem i Dansk Kvindesamfund (DK), ordförande för Dansk Kvindesamfund i Holte, redaktör för DK:s tidning Kvinden og Samfundet 1903-1905 och DKs representant i Danske Kvinders Nationalråd (DKN) 1902-1910. Hon var dansk representant for DKN i International Council of Women 1902-1929. 